# Calibre 28
 (janvier 2015).
Si vous disposez d'ouvrages ou d'articles de référence ou si vous connaissez des sites web de qualité traitant du thème abordé ici, merci de compléter l'article en donnant les références utiles à sa vérifiabilité et en les liant à la section « Notes et références ».

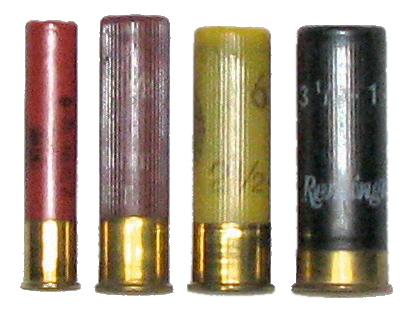
Comparaison des cartouches de fusil de chasse (de gauche à droite) : .410, calibre 28, calibre 20, calibre 12

Le calibre 28 est un petit calibre de chasse destiné au petit gibier. D'un diamètre de 14,0 mm, il est habituellement chambré en 70 mm.
Si le calibre 12 est le plus communément utilisé, de nombreux chasseurs s'intéressent aux plaisirs de la chasse avec des fusils plus légers et une chasse dite "plus fine" parfois décrites comme plus respectueuses du gibier.
Le calibre 20 (calibre supérieur) a démontré un intérêt tout particulier ces dernières années et prouvé de très bonnes performances.
Aujourd'hui, le calibre 28 devient une suite logique pour certains chasseurs qui avaient déjà fait le choix de passer du calibre 12 au 20.